# Parmaphorella
Parmaphorella là một chi ốc biển, là động vật thân mềm chân bụng sống ở biển trong họ Fissurellidae.

## Các loài
Các loài trong chi Parmophoridea gồm có:
- Parmophoridea mawsoni (Powell, 1958)[2]
- Parmophoridea melvilli (Thiele, 1912)[3]